# Michael Kenney
Michael „The Count“ Kenney (* 13. srpna 1953, Kalifornie, USA) je americký hudebník a od roku 1988 do roku 2022 byl koncertním členem hudební skupiny Iron Maiden. Ve skupině zastával roli koncertního klávesisty a baskytarového technika. Zároveň také nahrával klávesové party na některé studiové desky této skupiny; No Prayer for the Dying (1990), Fear of the Dark (1992), The X Factor (1995) a Virtual XI (1998). Momentálně je koncertním členem a baskytarový technik vedlejšího projektu Stevea Harrise British Lion, kde hraje na klávesy.